# Liste von Krankenhäusern in Duisburg
Die Liste der Krankenhäuser in Duisburg führt alle aktuellen Plankrankenhäuser und sonstigen, auch ehemaligen Krankenhäuser in der kreisfreien Stadt Duisburg, Nordrhein-Westfalen, auf.

## Liste
| Name                                           | Lage                                     | Eröffnung                                                                          | Bemerkungen                                | Bild |
| ---------------------------------------------- | ---------------------------------------- | ---------------------------------------------------------------------------------- | ------------------------------------------ | ---- |
| Helios St. Johannes Klinik Duisburg            | Dieselstraße 185, Alt-Hamborn            | 1878                                                                               | Träger: Helios Kliniken                    |      |
| Helios Klinik Duisburg-Homberg                 | Johannisstraße 122, Duisburg-Homberg     | 1894                                                                               | Träger: Helios Kliniken                    |      |
| Evangelisches Krankenhaus Bethesda zu Duisburg | Heerstraße 219, Duisburg-Hochfeld        | 1904                                                                               | Träger: Evangelisches Klinikum Niederrhein |      |
| St. Barbara-Hospital                           |                                          | 1906                                                                               | Geschlossen 2013.                          |      |
| Helios St. Anna Klinik Duisburg                | Duisburg-Huckingen                       | 1914                                                                               | Träger: Helios Kliniken                    |      |
| BG Klinikum Duisburg                           | Großenbaumer Alle 150, Duisburg-Buchholz | 1957                                                                               | Träger: BG Kliniken                        |      |
| Wedau Klinik                                   | Wedau                                    |                                                                                    | Träger: Sana                               |      |
| St. Vincenz-Hospital                           | Stadtmitte                               |                                                                                    |                                            |      |
| Rhein-Klinik                                   | Beeckerwerth                             |                                                                                    | Rehabilitationsklinik                      |      |
| Marien-Hospital                                | Hochfeld                                 |                                                                                    | Träger: Helios Kliniken                    |      |
| Herzzentrum Duisburg                           |                                          | Ehemaliges Kaiser-Wilhelm-Krankenhaus. Träger: Evangelisches Klinikum Niederrhein. |                                            |      |